# Senning's Park
Il Senning's Park era uno zoo e parco divertimenti istituito nella città di Louisville, in Kentucky, Stati Uniti d'America, fondato nel 1920 e chiuso nel 1939.